# Peter Potamus
O hipopótamo Peter Potamus é um personagem de desenho animado da Hanna-Barbera (da série original Peter Potamus and his Magic Flying Balloon). Ele apareceu pela primeira vez em 16 de setembro de 1964. Seu companheiro é o macaco Tico-Mico.
A dupla viaja pelo mundo e pelo tempo a bordo de um balão mágico no qual existe uma máquina do tempo em forma de relógio e cada vez que Peter gira os ponteiros ele e Tico-Mico vão para outras épocas. Para escapar das encrencas, Peter abre a sua bocarra e provoca um ciclone que varre os inimigos.
Do show original faziam parte ainda os desenhos de "Matracatrica e Fofoquinha", uma dupla do Ártico; e do trio de mosqueteiros "Mosquito, Mosquete e Moscardo".

## Dubladores

### Nos Estados Unidos
- Peter Potamus: Daws Butler
- Tico Mico: Don Messick

### No Brasil
- Peter Potamus: José Soares
- Tico Mico: Ionei Silva

## Episódios
- Fee Fi Fo Fun
- No Place Like Nome
- The Volunteers
- Lion Around
- All Riot on the Northern Front
- Black Bart
- Cleo Trio
- Missile Fizzle
- Double Dragon
- No Rest for a Pest
- Mass Masquerade
- Outlaw in-Law
- Wagon Train Strain
- Furry Furlough
- Horse Shoo Fly
- Monotony on the Bounty
- Bruin Ruin
- Wild Child
- The Good Hood
- Freezing Fleas
- Witch is Which
- Stars on Mars
- Stars and Gripes
- Wise Quacking
- Kooky Spook
- Armoured Amour
- Nautical Nitwits
- The Island Fling
- As the Snow Flies
- Job Robbed
- Courtin Trouble
- Snow Biz
- Unicorn on the Cob
- Big Red Riding Hood
- Unseen Trouble
- Mouse Rout
- Hurricane Hippo
- Nervous in the Service
- Handy Dandy Lion
- What a Knight
- Birthday Bonanza
- Sappy Birthday
- Mask Task
- Bad Guys Are Good Guys
- King of the Roadhogs
- Pre-Hysterical Pete
- Itchy Finger Gunslinger
- Palace Pal Picnic
- Trite Flite
- Clunko Buncko
- Sleepy Time King
- Marriage Peter Potamus Style
- Slick Quick Gun
- Pie Pie Blackbird
- Calaboose Caboose
- Mostly Ghostly
- Eager Ogre
- Will O' the Whip
- The Reform of Plankenstein
- Cactus Ruckus
- Debt and Taxes
- Rapid Romance
- Wrong Time No See
- El Loco, Loco, Loco Diablo
- America or Bust
- Big Town Show Down
- Rebel Rumble
- Space Sheriff
- Pilgrims Regress
- Red Riding Ricochet
- The Crossbow Incident
- Jail Break-In